# 哈爾科夫區

哈爾基夫區在哈爾基夫州的位置

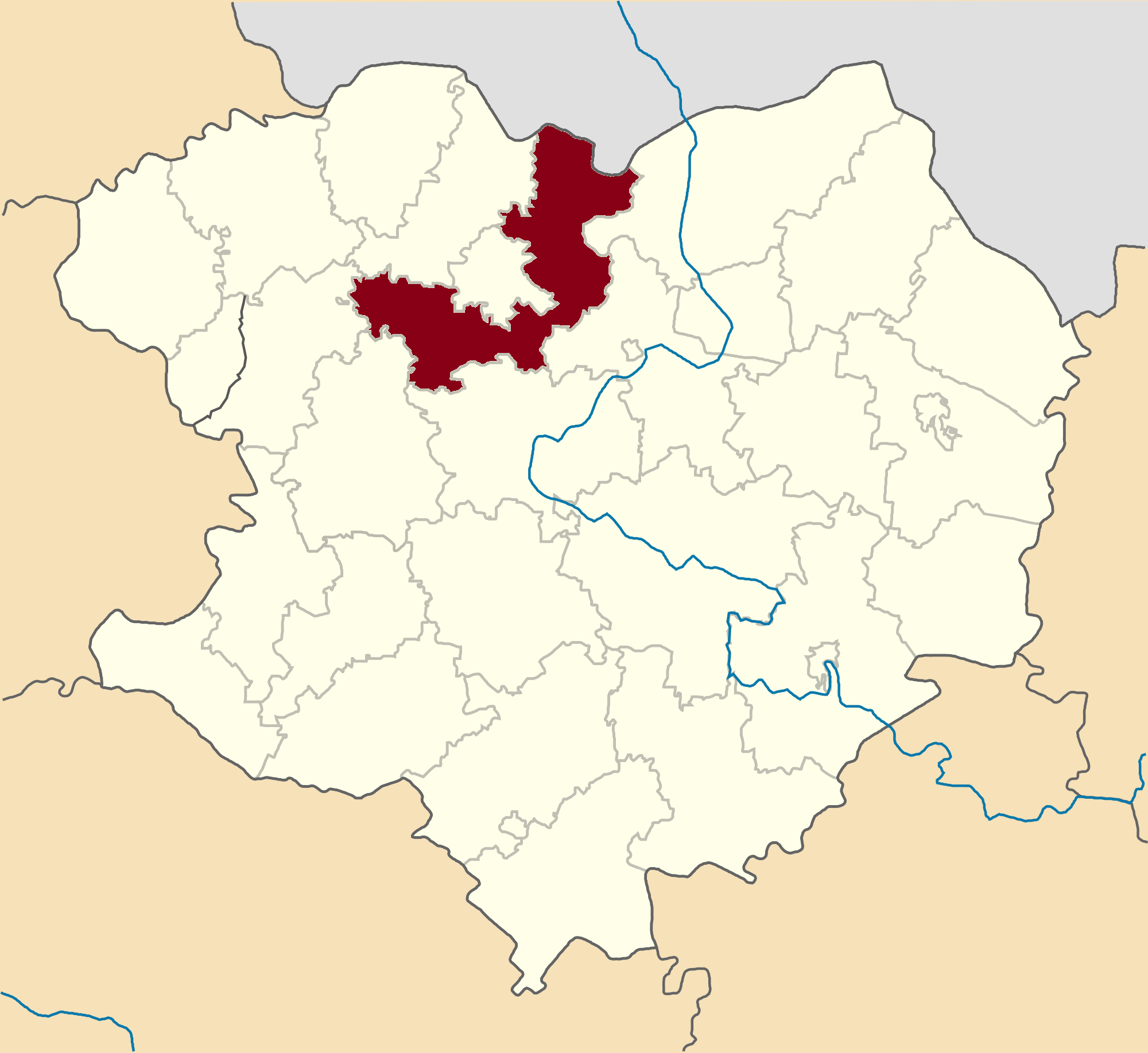
改革前哈爾基夫區在哈爾基夫州的位置

哈尔基夫区（烏克蘭語：Харківський район），又按俄语名译为哈爾科夫區（俄语：Харьковский район），是烏克蘭東部哈尔基夫州的一個区。行政中心設於哈尔基夫，2021年人口数量为1,745,734人。
2020年7月18日乌克兰施行了行政区划改革，哈爾基夫州的区份数量减至7个，哈爾基夫區的面积显著扩大。改革前哈爾基夫區的面積为1,403.4平方公里，2020年人口176,186人。

## 行政區劃
2020年行政改革後，哈爾基夫區下分為15個市鎮：
- 哈尔基夫市镇 (市級，行政中心：哈尔基夫)
- 德爾哈奇市鎮（烏克蘭語：Дергачівська міська громада） (市級，行政中心：德爾哈奇)
- 柳博滕市鎮（烏克蘭語：Люботинська міська громада） (市級，行政中心：柳博滕)
- 梅雷法市鎮（烏克蘭語：Мереф'янська міська громада） (市級，行政中心：梅雷法)
- 皮夫登內市鎮（烏克蘭語：Південноміська міська громада） (市級，行政中心：皮夫登內)
- 貝茲柳迪夫卡市鎮（烏克蘭語：Безлюдівська селищна громада） (鎮級，行政中心：貝茲柳迪夫卡)
- 維索基市鎮（烏克蘭語：Височанська селищна громада） (鎮級，行政中心：維索基)
- 小丹尼利夫卡市鎮（烏克蘭語：Малоданилівська селищна громада） (鎮級，行政中心：小丹尼利夫卡)
- 新沃多拉哈市鎮（烏克蘭語：Нововодолазька селищна громада） (鎮級，行政中心：新沃多拉哈)
- 皮索欽市鎮（烏克蘭語：Пісочинська селищна громада） (鎮級，行政中心：皮索欽)
- 羅漢市鎮（烏克蘭語：Роганська селищна громада） (鎮級，行政中心：羅漢)
- 索洛尼齊夫卡市鎮（烏克蘭語：Солоницівська селищна громада） (鎮級，行政中心：索洛尼齊夫卡)
- 維利希夫卡市鎮（烏克蘭語：Вільхівська сільська громада） (村級，行政中心：維利希夫卡)
- 利普齊市鎮（烏克蘭語：Липецька сільська громада） (村級，行政中心：利普齊)
- 齊爾庫內市鎮（烏克蘭語：Циркунівська сільська громада） (村級，行政中心：齊爾庫內)